# Codename: Panzers – Cold War
Codename: Panzers - Cold War es un videojuego de estrategia en tiempo real desarrollado por InnoGlow y publicado por Atari. Una secuela de Codename: Panzers, fue desarrollado previamente por el software Stormregion, para ser publicado por 10tacle, antes de que ambas compañías se declararan en bancarrota en 2008.

## Historia
La historia comienza en 1949, y sigue una historia alternativa, con la línea de tiempo divergente en una guerra entre los soviéticos y Occidente. Tras la derrota de los nazis, Alemania se ha dividido en zonas de control soviéticas y aliadas, con los soviéticos construyendo su presencia militar en preparación para una nueva guerra. Durante el transporte aéreo de Berlín, un avión de combate soviético choca con un avión de carga estadounidense, la División 5 y 6 de la URSS ataca Alemania Occidental, y al día siguiente Berlín se convierte en un campo de batalla salvaje entre las dos superpotencias. En la campaña de jugador único, los jugadores juegan en el lado de la OTAN del conflicto, cambiando ocasionalmente de bando para ayudar a los soviéticos. Se dice que la historia involucra personajes de los dos títulos anteriores de Codename: Panzers.

## Jugabilidad
Codename: Panzers Cold War es una estrategia en tiempo real similar a la anterior Codename: Panzers, excepto que se establece en los primeros días de la Guerra Fría y cuenta con un nuevo motor gráfico. El juego tiene elementos futuristas, con algo de la tecnología presente en el juego superando la que estaba disponible en el momento del transporte aéreo de Berlín. El juego cuenta con potentes líderes de escuadrón y unidades actualizables, edificios que pueden ser destruidos u ocupados para obtener una ventaja, un motor de física detallada y el sistema meteorológico.
El componente de un solo jugador del juego es una campaña con 18 misiones, mientras que el título también incluye más de 20 mapas multijugador. Se apoya el juego cooperativo, junto con la muerte en equipo y un modo de "dominación". El juego también contará con famosas máquinas de guerra como el famoso Mi-6 soviético que es conocido como uno de los helicópteros más grandes del mundo, el avión de combate MiG MiG 15 y su contraparte de los Estados Unidos F-86 Sabre, unos pocos famosos tanques para ese tiempo como el T-62, IS-10, T-54/55, M48 Patton, M26 Pershing y otras unidades blindadas.
La jugabilidad de Codename: Panzers Cold War comparte varias características con anteriores iteraciones de la franquicia. Las unidades requerirán un flujo constante de municiones para funcionar, y la interfaz será familiar para los jugadores de los títulos anteriores de la serie.

## Recepción
Codename: Panzers – Cold War tiene actualmente un Metascore del 67% (compuesto por 28 valoraciones individuales) en la crítica agregadora de la revisión Metacritic.